# Langensoultzbach
Langensoultzbach är en kommun i departementet Bas-Rhin i regionen Grand Est (tidigare regionen Alsace) i nordöstra Frankrike. Kommunen ligger i kantonen Wœrth som tillhör arrondissementet Wissembourg. År 2022 hade Langensoultzbach 910 invånare.

## Befolkningsutveckling
Antalet invånare i kommunen Langensoultzbach
| Referens: INSEE |